# Elisabeth Målares
Elisabeth Målares, född 1614, död 1674, var en svensk kvinna som avrättades för häxeri under häxprocessen i Härnösand. Hon tillhör de mer kända offren under det stora oväsendet 1668-76. Hon var mor till Laurentius Christophori Hornaeus och Petrus Christophori Hornaeus.

## Biografi
Elisabeth var änka efter den välbärgade målaren och borgaren Christoffer Larsson i Härnösands stad, som dött 1671, och hade två söner som båda läst i Uppsala och blivit präster 1672 : Lars i Torsåker och Petrus (som adjunkt) i Säbrå. Då det stora oväsendet nådde Härnösand 1673 var "Hustru Elisabeth Christoffer Målares" och hennes ogifta syster Mosis Britta bland de första som pekades ut som häxor. Mosis Britta anklagades främst för att hon ofta svor och hade ett hett temperament.
Systrarna utpekades av 28 barn för kidnappning till Blåkulla. Elisabeth utpekades av pojken Jöns Jönsson som hävdade att hon red till Blåkulla med honom på repslagaren Per Mårtensson som spelade cittra och fiol i Blåkulla och slickade Satans hund i ändan och att hon gav honom stryk varje natt medan han vittnade, Karin Jönsdotter (11 år) att hon kom och hämtade henne genom att öppna väggen med en nål ridande på en överviktig man. Ett vittne berättade om att frigående boskap ofta gick nära hennes fönster, ett tecken på att hon mjölkade dem med bjära. En vuxen, Margareta, berättade hur hon funnit en växt, bjäreskarn, växande vid trösklarna. Sådana växter ansågs tyda på att boskapen mjölkades med bjära, och då man brände dem, framkallade man genast den häxa som ägde bjäran: Margareta och hennes piga hade bränt växterna, och Elisabeth hade då kommit dit, spottat tre gånger och dragit ut växterna ur elden.
Elisabeth framhöll att hon hade två söner som var präster, men domstolen konstaterade att likväl som en "god" människa kan få "onda" barn kan det vara tvärtom. Dessutom hade ingen av hennes prästsöner kommit till hennes försvar. 
"Hustru Elisabett Christopfer Larssonns Måhlaresdotter wedh 60 åhr, war af een hoper barn berychtadt föhra them till Blåkulla, derföre henne förehölltz bekiänna Sanningen i hon swarade. Inqen Människa föhra, utan heel oskylldigh wara, och om Barnen föhres, måtte någon annan giöra thet, efter then Ondes spökierij, hon beroopade sigh hafwa twenne sönner som ähre Prästmänn, en Cappellan i Särbro, denn andra i Torgzåker. Om hon wore af sådan Ondh artt, så måtte hon intet befodrat och hullpet dhem till itt sådant Gudhi behageligidt Embete: Dheremot henne förehölltz, att Onde Förälldrar, kunna åffta få godha barn, dherföre kan dhet skälet henne ey hiellpa."
Hon dömdes till döden. Vid avrättningsplatsen bekände hon och fick motta nattvarden innan hon halshöggs och brändes med sin syster. Efteråt intygade barnen att de nu sov lugnt om nätterna.
Hennes söner noteras ha hanterat häxprocesserna olika under det stora oväsendet. Laurentius Christophori Hornaeus är känd för sina förföljelser under häxprocesserna i Torsåker efter sin mors avrättning, medan Petrus Christophori Hornaeus i kontrast aktivt motarbetade häxförföljelserna i sin församling.